# ムンナー兄貴、医者になる
『ムンナー兄貴、医者になる』（ムンナーあにき、いしゃになる、Munna Bhai M.B.B.S.）は、2003年に公開されたインドのコメディドラマ映画。ラージクマール・ヒラーニの監督デビュー作で、『ムンナー・バーイーシリーズ』の第1作。上映日数は25週間以上を記録し、26週目の時点で257スクリーンで上映されていた。

## キャスト
- ハリ・プラサード・シャルマ - スニール・ダット
- ムルリ・プラサード・シャルマ（ムンナー・バーイー（英語版）） - サンジャイ・ダット
- スマン・アスタラ（チンキ） - グレーシー・シン（英語版）
- サルカシュワル/サーキット - アルシャード・ワールシー（英語版）
- JC・アスタラ - ボーマン・イラニ（英語版）
- ザヒール - ジミー・シェールギル（英語版）
- パールヴァティー・シャルマ - ロヒニ・ハッタンガディー（英語版）
- スリ - ナワーズッディーン・シッディーキー
- ルスタム - クルシュ・デブー（英語版）
- アナンド・バネルジー - ヤティン・カルエカル（英語版）
- 公園のココナッツ売り - ロヒタシュ・ガウド（英語版）
- スマンの友人 - ネーハー・ドゥベー（英語版）
- リーナ - ムマイト・カーン（英語版）

## 製作
ラージクマール・ヒラーニはインタビューの中で、医学生の友人との会話から映画のアイディアを得たことを明かしている。また、家族が病気になった際に医療関係者と交流したことも製作に影響を与えている。
ヒラーニは脚本執筆の段階ではアニル・カプールを主役に考えていた。しかし、ムンナー・バーイー役にはシャー・ルク・カーンが起用され、ザヒール役のサンジャイ・ダットと共演することになったが、シャー・ルクは後に深刻な腰痛のため降板を余儀なくされた。そのためシャー・ルクは映画に出演していないが、エンドクレジットには彼の協力に感謝する旨が記載されている。また、ヒラーニはシャー・ルクとの会話の中で、アイシュワリヤー・ラーイを起用することを考えついた。ムンナ・バーイー役にはヴィヴェーク・オベロイが検討されたが、最終的にはサンジャイ・ダットが演じることになり、またムンナ・バーイーの父親役としてサンジャイの父スニール・ダットが10年振りに映画出演することになった。サルカシュワル役には当初マカランド・デシュパンデが検討されていたが、最終的にアルシャード・ワールシーが起用され、彼のキャリアにとっての転換点となった。医科大学のシーンはプネーの農業大学とムンバイのグラント・ガバメント・メディカル・カレッジで撮影された。ヒラーニは十分な製作費が確保できなかったため、一部のシーンの撮影方法を変更することにした。終盤の結婚式のシーンについては、式場のセット作成とグレーシー・シンの衣装作成で数千ルピーの費用が必要と試算されたため、費用を抑えるために実際の結婚式場を利用することに決め、式場運営者の許可を取り式終了後に式場を借りて撮影を行っている。
『ムンナー兄貴、医者になる』はロビン・ウィリアムズ主演の『パッチ・アダムス トゥルー・ストーリー』と類似点が指摘されている。ヒラーニは指摘に対して、製作以前に『パッチ・アダムス トゥルー・ストーリー』を鑑賞したことはなく、そうした指摘を否定している。
映画音楽はアヌー・マリク、作詞はアッバス・タイヤワーラーとラハト・インドリが手掛けている。Box Office Indiaによると、サウンドトラックアルバムは100万枚発売され、2003年の売上ランキング第15位になった。

## 受賞・ノミネート
| 映画賞                                         | 部門                             | 対象                                                                             | 結果       | 出典   |
| ---------------------------------------------- | -------------------------------- | -------------------------------------------------------------------------------- | ---------- | ------ |
| 第51回国家映画賞                               | 健全な娯楽を提供する大衆映画賞   | ムンナー兄貴、医者になる                                                         | 受賞       | [ 13 ] |
| 第49回フィルムフェア賞                         | 審査員選出作品賞                 | ムンナー兄貴、医者になる                                                         | 受賞       | [ 14 ] |
| 第49回フィルムフェア賞                         | 作品賞                           | ムンナー兄貴、医者になる                                                         | ノミネート | [ 14 ] |
| 第49回フィルムフェア賞                         | 脚本賞                           | ヴィドゥ・ヴィノード・チョープラー、ラージクマール・ヒラーニ、ラジャン・ジョゼフ | 受賞       | [ 14 ] |
| 第49回フィルムフェア賞                         | 監督賞                           | ラージクマール・ヒラーニ                                                         | ノミネート | [ 14 ] |
| 第49回フィルムフェア賞                         | コメディアン賞                   | サンジャイ・ダット                                                               | 受賞       | [ 14 ] |
| 第49回フィルムフェア賞                         | コメディアン賞                   | ボーマン・イラニ                                                                 | ノミネート | [ 14 ] |
| 第49回フィルムフェア賞                         | 台詞賞                           | アッバス・タイヤワーラー                                                         | 受賞       | [ 14 ] |
| 第49回フィルムフェア賞                         | 助演男優賞                       | アルシャード・ワールシー                                                         | ノミネート | [ 14 ] |
| 国際インド映画アカデミー賞                     | 脚本賞                           | ヴィドゥ・ヴィノード・チョープラー、ラージクマール・ヒラーニ、ラジャン・ジョゼフ | 受賞       |        |
| 国際インド映画アカデミー賞                     | コメディアン賞                   | ボーマン・イラニ                                                                 | 受賞       |        |
| 国際インド映画アカデミー賞                     | 台詞賞                           | アッバス・タイヤワーラー                                                         | 受賞       |        |
| 国際インド映画アカデミー賞                     | 作品賞                           | ムンナー兄貴、医者になる                                                         | ノミネート |        |
| 国際インド映画アカデミー賞                     | 編集賞                           | ラージクマール・ヒラーニ                                                         | 受賞       |        |
| 国際インド映画アカデミー賞                     | 監督賞                           | ラージクマール・ヒラーニ                                                         | ノミネート |        |
| 国際インド映画アカデミー賞                     | 原案賞                           | ラージクマール・ヒラーニ                                                         | ノミネート |        |
| 国際インド映画アカデミー賞                     | 主演男優賞                       | サンジャイ・ダット                                                               | ノミネート |        |
| 国際インド映画アカデミー賞                     | 助演男優賞                       | アルシャード・ワールシー                                                         | ノミネート |        |
| 国際インド映画アカデミー賞                     | 音楽監督賞                       | アヌー・マリク                                                                   | ノミネート |        |
| 国際インド映画アカデミー賞                     | 女性プレイバックシンガー賞       | スニディ・チャウハン (「Dekhle Aankhon Mein Aankhien Daal」)                     | ノミネート |        |
| 国際インド映画アカデミー賞                     | 作詞賞                           | ラハト・インドリ (「Dekhle Aankhon Mein Aankhien Daal」)                         | ノミネート |        |
| 製作者組合映画賞                               | 新人監督賞                       | ラージクマール・ヒラーニ                                                         | 受賞       |        |
| 製作者組合映画賞                               | 編集賞                           | ラージクマール・ヒラーニ                                                         | 受賞       |        |
| 製作者組合映画賞                               | 監督賞                           | ラージクマール・ヒラーニ                                                         | ノミネート |        |
| 製作者組合映画賞                               | 作品賞                           | ムンナー兄貴、医者になる                                                         | ノミネート |        |
| 製作者組合映画賞                               | 主演男優賞                       | サンジャイ・ダット                                                               | ノミネート |        |
| 製作者組合映画賞                               | 助演男優賞                       | アルシャード・ワールシー                                                         | ノミネート |        |
| 製作者組合映画賞                               | 脚本賞                           | ヴィドゥ・ヴィノード・チョープラー、ラージクマール・ヒラーニ、ラジャン・ジョゼフ | ノミネート |        |
| 製作者組合映画賞                               | 撮影賞                           | ビノード・プラダーン                                                             | ノミネート |        |
| ジー・シネ・アワード                           | コメディアン賞                   | アルシャード・ワールシー                                                         | 受賞       |        |
| ジー・シネ・アワード                           | コメディアン賞                   | ボーマン・イラニ                                                                 | ノミネート |        |
| ジー・シネ・アワード                           | 新人監督賞                       | ラージクマール・ヒラーニ                                                         | 受賞       |        |
| ジー・シネ・アワード                           | 撮影賞                           | ビノード・プラダーン                                                             | 受賞       |        |
| ジー・シネ・アワード                           | 作品賞                           | ムンナー兄貴、医者になる                                                         | ノミネート |        |
| ボリウッド・ムービー・アワード                 | 監督賞                           | ラージクマール・ヒラーニ                                                         | 受賞       |        |
| ボリウッド・ムービー・アワード                 | センセーショナル男優賞           | サンジャイ・ダット                                                               | 受賞       |        |
| ボリウッド・ムービー・アワード                 | 助演男優賞                       | アルシャード・ワールシー                                                         | 受賞       |        |
| ビッグ・スター・エンターテインメント・アワード | ベストフィルム・オブ・ディケイド | ムンナー兄貴、医者になる                                                         | ノミネート |        |

## リメイク一覧
| 年   | 作品名                | 言語       | キャスト                                                               | 監督                      |
| ---- | --------------------- | ---------- | ---------------------------------------------------------------------- | ------------------------- |
| 2004 | Shankar Dada M.B.B.S. | テルグ語   | チランジーヴィ、シュリカーント、ソナリ・ベンドレ、パレーシュ・ラーワル | ジャヤント・C・パランジー |
| 2004 | Vasool Raja MBBS      | タミル語   | カマル・ハーサン、スネーハー、プラブ、プラカーシュ・ラージ             | サラン                    |
| 2006 | Uppi Dada M.B.B.S.    | カンナダ語 | ウペンドラ、ウーマ・シャンカリ、アナント・ナーグ                       | D・ラジェンドラ・バーブ   |
| 2017 | Dr. Nawariyan         | シンハラ語 | ランジャン・ラーマナヤク、ルワンギ・ラスナヤク                         | ランジャン・ラーマナヤク  |